# Soraya Sáenz de Santamaría
María Soraya Sáenz de Santamaría Antón (Valladolid, 10 juni 1971) is een Spaans politica die lid is van de conservatieve Partido Popular. Ze zit in het Congres van Afgevaardigden namens de provincie Madrid. Ze was tot 1 juni 2018, tijdens legislatuur XII, vicepremier van Spanje. 

## Loopbaan
Sáenz de Santamaría groeit op in Valladolid waar ze ook rechten studeert. Op haar 27e wordt ze staatsadvocaat, een prestigieuze ambtelijke functie in Spanje. Daarnaast onderwijst ze bestuursrecht aan de Universidad Carlos III de Madrid. In 2000 komt ze bij toeval in de politiek terecht als ze aan wordt genomen als juridisch adviseur van Mariano Rajoy, toenmalig vicepremier van Spanje. Vanuit die positie rolt ze de Partido Popular in. 
Vanwege haar specialisaties wordt ze binnen de PP belast met regionale en lokale politiek, en daarnaast krijgt ze een plaats in het nationale uitvoerende comité van de partij. In 2004 neemt ze deel aan het opstellen van het partijprogramma voor de parlementsverkiezingen dat jaar. Hoewel ze op de lijst voor het Congres van Afgevaardigden staat, wordt ze niet verkozen. Ze komt pas in de kamer terecht als ze Rodrigo Rato kan vervangen, die directeur wordt van het IMF.
Voor de verkiezingen van 2008 staat ze op de vijfde plaats in de provincie Madrid en wordt meteen verkozen. Ze is dan al vertrouwelinge van Rajoy geworden, die op dat moment oppositieleider in het congres is. Hij benoemt haar tot woordvoerder van de partij in het congres, wat ze de gehele negende legislatuur zal blijven. Hoewel de veteranen van de PP sceptisch reageren op de benoeming, bewijst ze zich al snel en weet ze haar positie binnen de partij te consolideren. 
Na de verkiezingen van 2011 wordt Sáenz de Santamaría door partijleider en toekomstig premier van Spanje Mariano Rajoy aangewezen om de onderhandelingen met de zittende regering van premier José Luís Zapatero over de machtsovername te leiden. Als deze onderhandelingen afgerond zijn en er een kabinet benoemd wordt, valt haar de post van vicepremier toe. Tijdens de tiende legislatuur is ze, naast vicepremier, minister van het presidentschap en woordvoerder van de regering. In die laatste hoedanigheid treedt ze vaak publiek op en moet ze onpopulaire besluiten van de regering ter bestrijding van de economische crisis aankondigen of verdedigen.
Als op 1 juni 2018 de regering van Rajoy door een motie van wantrouwen naar huis wordt gestuurd, en Rajoy aftreedt als partijleider, stelt Sáenz de Santamaría zich kandidaat om hem op te volgen. Er breekt een bittere strijd uit tussen haar en aartsrivale María Dolores de Cospedal, tevens vertrouwelinge van Rajoy. Sáenz de Santamaría staat in de strijd voor de gematigde stroming binnen de partij, waar De Cospedal staat voor de rechtsere stroming. De Cospedal haalt niet de tweede ronde van de leiderschapsverkiezingen, maar schaart zich strategisch achter Pablo Casado, een andere meer rechtse kandidaat, en zo moet Sáenz de Santamaría toch het onderspit delven. Ze kondigt kort daarop aan de politiek te zullen verlaten. 
In oktober 2018 wordt ze op voordracht van de regering Sánchez benoemd in de Raad van State.

## Persoonlijk leven
Omdat Sáenz de Santamaría enkel burgerlijk getrouwd is en niet kerkelijk, en omdat ze bij de inhuldiging van de Cortes Generales nooit een eed aflegt maar een belofte, geeft ze de PP een gematigder gezicht ten opzichte van de traditionelere leden van de partij. Verder heeft ze een zoontje, geboren op 11 november 2011, 9 dagen voor de grote verkiezingsoverwinning van haar partij in de verkiezingen van 2011. 